# Guillerminismo

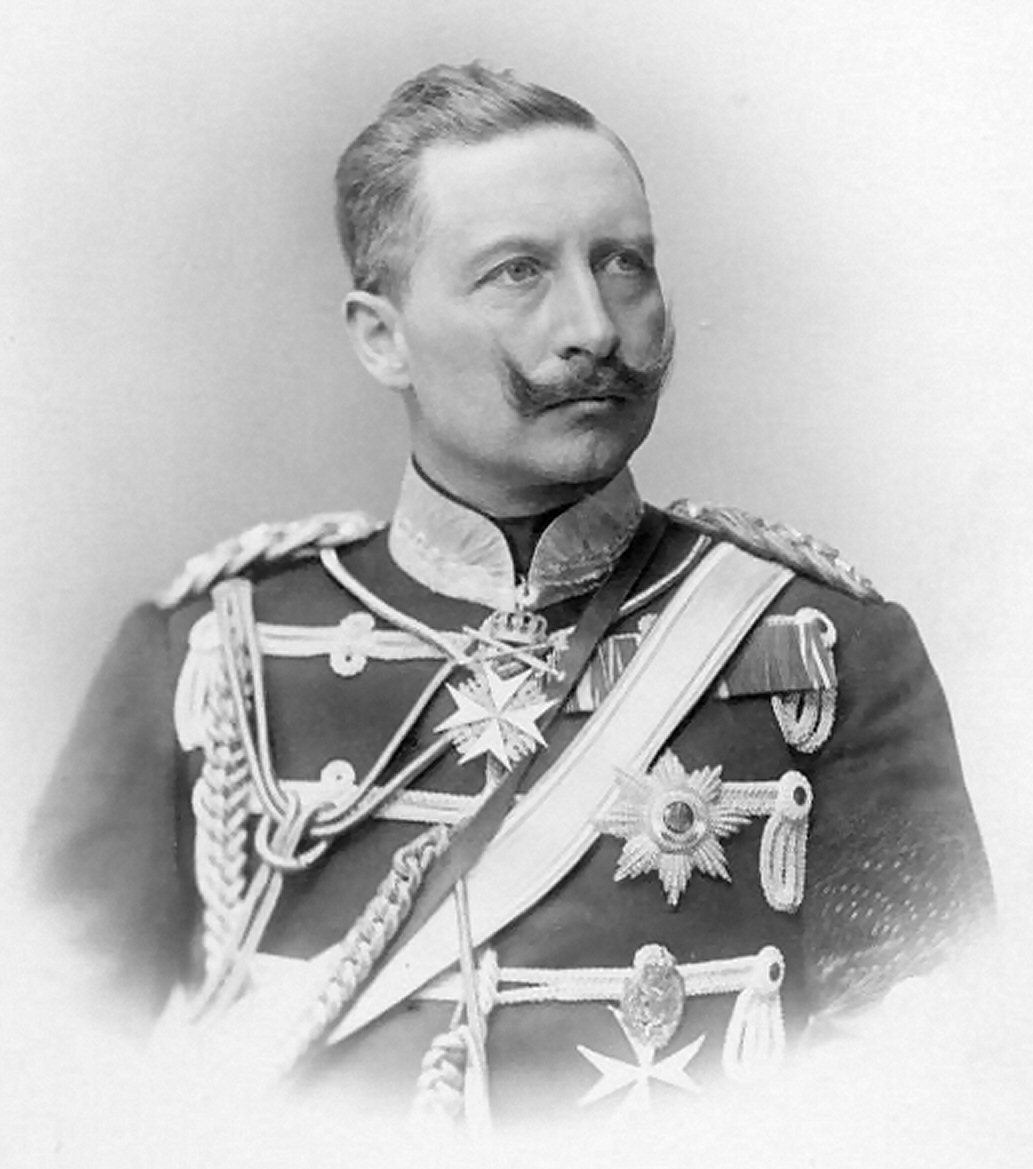
Fotografía oficial del emperador Guillermo II de Alemania (1905)

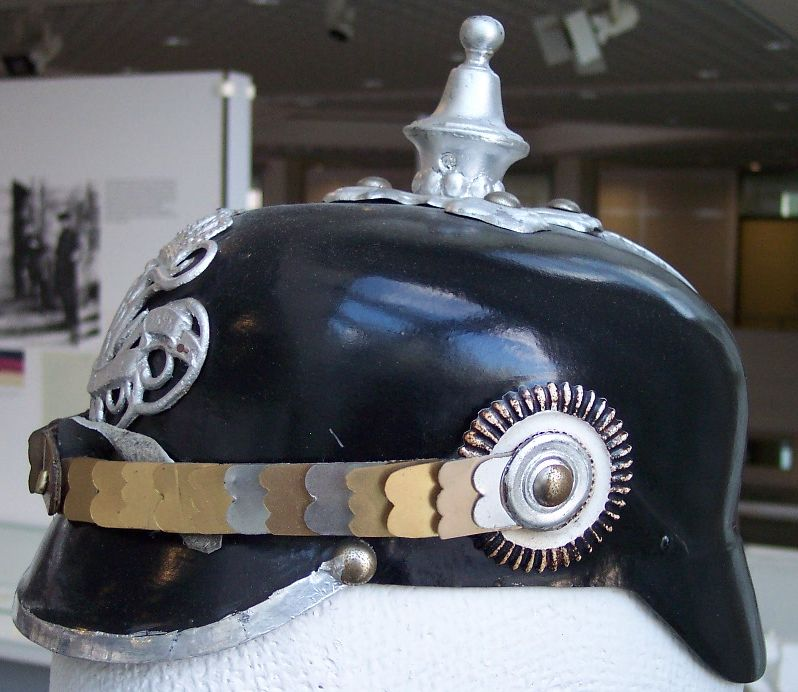
Pickelhaube de la policía prusiana

El período guillermino comprende el período entre 1890 y 1918, que abarca el reinado de Guillermo II de Alemania, empezando por su ruptura con el canciller Otto von Bismarck y terminando por la Primera Guerra Mundial. Por guillerminismo no se entiende una concepción de la sociedad asociada al nombre de Guillermo y atribuible a una iniciativa intelectual del emperador alemán. Más bien, se refiere a la imagen presentada por Guillermo II y su conducta, que se manifiesta por la presentación pública de grandiosos desfiles militares y el autoengrandecimiento de su parte, esta última tendencia no fue desconocida por su abuelo Guillermo I y Bismarck durante el período que su padre Federico III era el príncipe heredero. Continuó la aplicación de medidas contra las ideas socialistas. Su política, basada en sus ambiciones imperiales y dirigida hacia la consolidación de Alemania como potencia mundial, alcanzó un punto álgido de corta duración al inicio de la Primera Guerra Mundial, tras la adquisición de algunas posesiones coloniales en los Mares del Sur y en el continente africano.
El casco de punta, el llamado Pickelhaube, a pesar de que existía con anterioridad, y no sólo en el Imperio alemán, fue un símbolo distintivo para este período y para el Ejército imperial y militar alemán (en las diferentes lenguas de señas, el dedo índice extendido y colocado delante de la frente,  indica que el casco de pincho sigue siendo el signo de alguien alemán).
La fascinación de Guillermo II por la Kaiserliche Marine, la Armada Imperial, y su ambición de verla, la estableció como un instrumento para la proyección del poder mundial, lo cual se reflejó en la vida cotidiana alemana. Hasta mediados del siglo XX, los niños estaban vestidos con trajes de marinero y de esta manera quedaron impresionados a una edad temprana con el aura de la Marina y su prestigio.
En principio, el despido de Otto von Bismarck como Canciller de Alemania en el año 1890 marcó el comienzo de la época. El fin del guillerminismo se asocia con el final de la Primera Guerra Mundial en 1918, y su abdicación.
El término "guillerminismo" también caracteriza el clima social y cultural del reinado de Guillermo II, que encontró su expresión en las actitudes rígidamente conservadoras. Este período se distinguió asimismo por una extraordinaria creencia en el progreso que al mismo tiempo que contribuía a la prosperidad enorme del Imperio alemán, estaba en desacuerdo con el conservadurismo social.
El término se aplica por igual a los estilos imperantes en las artes visuales y la arquitectura de la época. Se utiliza para describir, entre otras cosas, una esencia neobarroca, estilo extraordinariamente prestigioso y orientado calculadamente para dar expresión a la demanda del Estado alemán y de su poder imperial. Este estilo fue ejemplificado en particular por los grandiosos Siegesallee, satirizados por los berlineses como el Puppenallee ("calle de las muñecas"), y se le dio carácter oficial por el nombre que le dio Guillermo, Rinnsteinrede ("discurso canalizado") en lo que él consideraba modernista y degenerado arte en la inauguración del bulevar extravagante el 18 de diciembre de 1901.